# Lethrus microbuccis
Lethrus microbuccis is een keversoort uit de familie mesttorren (Geotrupidae). De wetenschappelijke naam van de soort werd in 1871 gepubliceerd door Ballion.